# 하비에르 미냐노
하비에르 미냐노(스페인어: Francisco Javier Miñano Espín, 1967년 10월 14일 ~ )은 스페인의 축구 코치로, 대한민국 축구 국가대표팀의 피지컬 코치를 맡았었다.